# 水山村
水山村是中华人民共和国湖南省长沙市浏阳市永安镇的行政村之一。水山村位于永安镇东部,东邻北盛镇红星村，南与洞阳镇大江桥村、矮桥村相邻，西与本镇坪头村接壤，北邻本镇丰裕社区。2004年由万家、水山、龙转、珠山等4个自然村合并,村域面积9.8平方公里,其中耕地面积6800余亩,辖15个行政小组,有居民1729户6883人。邮政编码：410323。